# Peter Bing
Peter Michael Bing (* 1955) ist ein US-amerikanischer Klassischer Philologe.

## Leben
Er studierte am Bowdoin College (BA 1976) und dann als Doktorand in Klassischer Philologie an den Universitäten Tübingen (1978/1979) und Michigan. 1978 erlangte er den MA, 1981 den PhD mit der Arbeit Callimachus' hymn to Delos 1–99. Introduction and commentary. Seit der Promotion unterrichtete er Classics an der University of Pennsylvania (1981–1987), der Case Western Reserve University (1987–1989) und in den letzten 27 Jahren an der Emory University, wo er Samuel Candler Dobbs Professor für Classics war. Er war auch Junior Fellow am Center for Hellenic Studies (1984/1985), zweimal Fellow der Alexander von Humboldt-Stiftung an der Universität Tübingen (1985 und 1992/1993), Visiting Fellow, Clare Hall, Cambridge University (1999/2000), und der Barrington Fellow des Margo Tytus Visiting Fellowship Program, University of Cincinnati (2005/2006). Inzwischen ist er emeritiert und hat eine Gastprofessur an der Universität München.
Sein Forschungsschwerpunkt ist die griechische Dichtung (die archaische und die hellenistische).

## Schriften (Auswahl)
- The well-read muse. Present and past in Callimachus and the Hellenistic poets. Göttingen 1988, ISBN 3-525-25189-0.
- als Herausgeber mit Jon Bruss: Brill’s companion to Hellenistic epigram. Down to Philipp. Leiden 2007, ISBN 90-04-15218-0.
- The scroll and the marble. Studies in reading and reception in Hellenistic poetry. Ann Arbor 2009, ISBN 0-472-11632-0.
- als Herausgeber mit Regina Höschele: Aristaenetus: Erotic letters. Atlanta 2013, ISBN 978-1-58983-741-6.